# Lijst van voetbalinterlands Argentinië - Schotland (vrouwen)
Deze lijst van voetbalinterlands is een overzicht van alle officiële voetbalinterlands tussen de nationale vrouwenteams van Argentinië en Schotland. De landen hebben tot nu toe één keer tegen elkaar gespeeld. 

## Wedstrijden
| № | Plaats | Datum        | Competitie | Wedstrijd              | Uitslag |
| - | ------ | ------------ | ---------- | ---------------------- | ------- |
| 1 | Parijs | 19 juni 2019 | WK 2019    | Schotland − Argentinië | 3 − 3   |

## Samenvatting
| Competitie   | Totaal gespeeld | Winst Argentinië | Gelijk | Winst Schotland | Doelsaldo Argentinië – Schotland |
| ------------ | --------------- | ---------------- | ------ | --------------- | -------------------------------- |
| WK-eindronde | 1               | 0                | 1      | 0               | 3 − 3                            |
| Totaal       | 1               | 0                | 1      | 0               | 3 − 3                            |